# David Krejčí (Skibobfahrer)
David Krejčí (* 27. November 1979) ist ein tschechischer Skibobfahrer. Mit zwölf Weltmeistertiteln und mehr als 20 Weltcupsiegen gehört er zu den erfolgreichsten Athleten in der Geschichte der nichtolympischen Sportart. 2008/09 gewann er den Skibob-Gesamtweltcup.

## Biografie
Der für die Sokol Deštné v Orlických horách startende David Krejčí gewann bei den Weltmeisterschaften in Wisła 2003 mit Bronze in der Kombinationswertung seine erste Medaille. Im folgenden Jahr gelangen ihm in Gosau gleich drei Medaillengewinne. Im Gesamtweltcup belegte er Rang drei. Bei den Weltmeisterschaften in Grächen holte er in Slalom und Kombinationswertung seine ersten beiden Titel und gewann außerdem Silber in Abfahrt und Riesenslalom. In der Weltcup-Gesamtwertung 2005/06 musste er sich nach vier Siegen um einen Punkt seinem Landsmann Stanislav Ježek geschlagen geben.
Bei den Weltmeisterschaften 2007 in Aigen im Mühlkreis war Krejčí erneut der bestimmende Athlet. Er gewann Gold in Abfahrt, Super-G und Riesenslalom und komplettierte damit als erst zweiter männlicher Skibobfahrer nach Markus Moser seine WM-Titelsammlung. Zudem gewann er Slalombronze und hinter Moser Kombinationssilber. Nachdem er sich im Gesamtweltcup auf den Plätzen vier und drei klassiert hatte, dominierte er die Weltmeisterschaften in Ustroń und gewann sämtliche vier Goldmedaillen. Darüber hinaus sicherte er sich mit fünf Weltcupsiegen und drei zweiten Plätzen 2008/09 zum ersten und einzigen Mal in seiner Laufbahn den Gewinn des Gesamtweltcups. Im Rahmen der Weltmeisterschaften in Kirchberg holte er wieder vier Medaillen, verlor aber all seine Titel an Markus Moser. In den folgenden Wintern feierte er weitere Siege, zog sich aber nach 2012 aus dem Weltcup zurück und überließ die Rolle des tschechischen Teamleaders dem jüngeren Pavel Čiháček. Bei seinen Heimweltmeisterschaften in Deštné gewann er 2016 in Super-G und Slalom seine beiden letzten von insgesamt zwölf Weltmeistertiteln.
In der Saison 2023/24 gab David Krejčí im Alter von 44 Jahren ein Comeback im Weltcup und erreichte im abschließenden Slalom auf dem Nassfeld als Zweiter hinter Čiháček seinen ersten Podestplatz seit zwölf Jahren.

## Erfolge

### Weltmeisterschaften
- 12 Goldmedaillen (1 Abfahrt, 4 Super-G, 2 Riesenslalom, 3 Slalom, 2 Kombination)
- 8 Silbermedaillen (1 Abfahrt, 1 Super-G, 1 Riesenslalom, 2 Slalom, 3 Kombination)
- 5 Bronzemedaillen (1 Super-G, 2 Riesenslalom, 1 Slalom, 1 Kombination)

…
- Gosau 2004: 2. Slalom, 2. Kombination, 3. Riesenslalom, 5. Super-G
- Grächen 2006: 1. Slalom, 1. Kombination, 2. Abfahrt, 2. Riesenslalom, 4. Super-G
- Aigen im Mühlkreis 2007: 1. Abfahrt, 1. Super-G, 1. Riesenslalom, 2. Kombination, 3. Slalom
- Ustroń 2009: 1. Super-G, 1. Riesenslalom, 1. Slalom, 1. Kombination
- Kirchberg in Tirol 2010: 2. Slalom, 2. Kombination, 3. Super-G, 3. Riesenslalom
- Nauders 2011: 1. Super-G, 7. Riesenslalom
- Aigen im Mühlkreis/Deštné v Orlických horách 2012: 2. Super-G
- Deštné v Orlických horách 2016: 1. Super-G, 1. Slalom

### Weltcup-Platzierungen
| Saison      | Platz | Punkte |
| ----------- | ----- | ------ |
| bis 2001/02 | ?     | ?      |
| 2002/03     | 5.    | 116    |
| 2003/04     | 3.    | 125    |
| 2004/05     | 2.    | 248    |
| 2005/06     | 2.    | 173    |
| 2006/07     | 4.    | 104    |
| 2007/08     | 3.    | 172    |
| 2008/09     | 1.    | 211    |
| 2009/10     | 2.    | 104    |
| 2010/11     | 4.    | 161    |
| 2011/12     | 5.    | 73     |
| 2023/24     | 4.    | 59     |

### Weltcupsiege
Krejčí errang ab der Saison 2004/05 folgende Weltcupsiege:
| Datum             | Ort                       | Land        | Disziplin      |
| ----------------- | ------------------------- | ----------- | -------------- |
| 9. Januar 2005    | Lungötz                   | Österreich  | Riesenslalom   |
| 23. Januar 2005   | Jablonec nad Jizerou      | Tschechien  | Super-G        |
| 5. Februar 2005   | Deštné v Orlických horách | Tschechien  | Riesenslalom   |
| 12. März 2005     | Missen                    | Deutschland | Slalom         |
| 16. Dezember 2005 | Wildschönau               | Österreich  | Riesenslalom   |
| 27. Januar 2006   | Bad Leonfelden            | Österreich  | Riesenslalom   |
| 28. Januar 2006   | Bad Leonfelden            | Österreich  | Super-G        |
| 18. März 2006     | Westendorf                | Österreich  | Parallelslalom |
| 20. Januar 2008   | Bad Ragaz                 | Schweiz     | Super-G        |
| 26. Januar 2008   | Kirchberg in Tirol        | Österreich  | Super-G        |
| 7. März 2008      | Aigen im Mühlkreis        | Österreich  | Super-G        |
| 7. März 2008      | Aigen im Mühlkreis        | Österreich  | Riesenslalom   |
| 8. März 2008      | Aigen im Mühlkreis        | Österreich  | Riesenslalom   |
| 6. Dezember 2008  | Kühtai                    | Österreich  | Riesenslalom   |
| 25. Januar 2009   | Jablonec nad Jizerou      | Tschechien  | Super-G        |
| 7. März 2009      | Erlbach                   | Deutschland | Riesenslalom   |
| 13. März 2009     | Aigen im Mühlkreis        | Österreich  | Riesenslalom   |
| 14. März 2009     | Aigen im Mühlkreis        | Österreich  | Slalom         |
| 19. Februar 2010  | Wisła                     | Polen       | Slalom         |
| 21. Februar 2010  | Deštné v Orlických horách | Tschechien  | Slalom         |
| 13. Februar 2011  | Nauders                   | Österreich  | Super-G (WM)   |
| 1. April 2011     | Grächen                   | Schweiz     | Riesenslalom   |
| 1. April 2011     | Grächen                   | Schweiz     | Parallelslalom |
| 2. April 2011     | Grächen                   | Schweiz     | Super-G        |
| 4. Februar 2012   | Nauders                   | Österreich  | Riesenslalom   |
| 5. Februar 2012   | Nauders                   | Österreich  | Super-G        |

### Weitere Erfolge
- mehrere tschechische Staatsmeistertitel in allen Disziplinen